# Madame Bernard
Madame Bernard est un film muet français réalisé par Louis Feuillade, sorti en 1909.

## Distribution
- Renée Carl
- Maurice Vinot
- Henri Duval
- Alice Tissot
- Henri Gallet